# Jérémie Makiese
Jérémie Makiese (pronunciación en francés: /ʒeʁemi makjese, -eze/, Amberes, 15 de junio de 2000) es un cantante y futbolista belga-congoleño, que saltó a la fama después de ganar The Voice Belgique 2021. Representó a Bélgica en el Festival de la Canción de Eurovisión 2022, con la canción "Miss You".

## Biografía
Makiese nació en Amberes de padres congoleños. A los 6 años, él y su familia (incluidos sus tres hermanos y su hermana) se mudaron a Berchem-Sainte-Agathe, luego a Dilbeek unos años más tarde, pasando su infancia entre los dos municipios, donde aprendió a hablar neerlandés y francés. Finalmente, se instaló en Uccle.
Makiese empezó a cantar con sus dos padres (su madre también tocaba el tantán), comenzando en el coro de una iglesia a una edad temprana. Luego, empezó clases de canto en la escuela, donde participó y ganó un concurso.

## Trayectoria

### 2021:The Voice Belgique
El 12 de enero de 2021, Jérémie Makiese hizo una audición para la novena temporada de The Voice Belgique, interpretando "Jealous" de Labrinth. Tras su actuación, los cuatro coaches se giraron por él. Finalmente, decidió unirse al equipo de Beverly Jo Scott. En abril de 2021, ganó el programa.
Durante las batallas, Makiese compitió contra Astrid Cuylits cantando "You Say" de Lauren Daigle, y ganó el duelo para llegar a las galas en directo. Allí, interpretó "You're Nobody 'til Somebody Loves You" de James Arthur. y fue salvado por su entrenador, pasando a la siguiente ronda. En ella, cantó "Ça fait mal" de Christophe Maé, donde volvió a ser salvado. En la siguiente ronda, interpretó "Say Something" y se clasificó para la semifinal, donde interpretó "Leave the Door Open" de Bruno Mars, convirtiéndose en finalista.
En la gran final, interpretó tres canciones: "Earth Song", "Revival" (con Beverly Jo Scott) y "Jealous", ganando finalmente la temporada.

### 2022: Festival de la Canción de Eurovisión
El 15 de septiembre de 2021, la emisora Radio-télévision belge de la Communauté française (RTBF) anunció que habían seleccionado internamente a Makiese para representar a Bélgica en el Festival de la Canción de Eurovisión 2022 celebrado en Turín, Italia. Participó en el festival con la canción Miss You, quedando en la posición n.º 19 en la clasificación final con un total de 64 puntos.

## Estilo e influencias
Makiese citó a Michael Jackson, Otis Redding, Gregory Porter, James Brown, Bill Withers y Aretha Franklin entre sus influencias, así como a Damso y Stromae.

## Vida personal y otras actividades
Según los informes, Makiese siempre ha tenido interés en el fútbol: a los 13 años, comenzó a jugar como portero en el BX Bruselas. En septiembre de 2021, firmó un contrato de un año con Excelsior Virton, después de jugar con Jeunesse Molenbeek, Royal Wallonia Walhain, y brevemente con La Louvière Centre en el verano de 2021.
Tras su éxito en The Voice Belgique, Makiese se tomó un descanso de sus estudios superiores en geología para centrarse en su carrera como cantante y en los deportes.